# Henri Ernest Baillon
Henri Ernest Baillon (Calais, 30 november 1827 - Parijs, 18 juli 1895) was een Franse botanicus en arts.
Baillon haalde in Parijs zijn doctoraat in de Geneeskunde en gaf vanaf 1863 aan de universiteit les in de medische biologie, die zich toen vooral met planten bezighield. Later werd hij docent in de hygiëne en de natuurlijke historie aan de Parijse hogeschool École centrale des arts et manufactures. Hij was vanaf de oprichting in 1854 lid van de Société botanique de France (de Franse botanische vereniging), in 1867 benoemd in het Legioen van Eer, en vanaf 26 april 1894 lid van de Royal Society.
Baillon publiceerde talrijke werken over plantkunde, waaronder de Dictionnaire de Botanique (vier delen, 1876-1892), waarvoor Auguste Faguet de houtgravures produceerde. Ook van zijn hand zijn de volgende werken:
- Étude générale du groupe des Euphorbiacées (1858)
- Monographie des Buxacées et des Stylocérée (1859)
- Recherches organogéniques sur la fleur femelle des Conifères (1860)
- Recherches sur l’organisation, le développement et l’anatomie des Caprifoliacées (1864)
- Adansonia, recueil périodique d’observations botaniques (tien delen, 1866-1870)
- Histoire des plantes (dertien delen, 1867-1895)
- Histoire naturelle des plantes de Madagascar (1886- drie delen uit de reeks van vijftien)
- Traité de botanique médicale phanérogamique (1883-1884)

## Eponymie
Ongeveer 70 soorten en geslachten planten in 30 families zijn naar hem vernoemd, waaronder:
- Justicia baillonii Scott-Elliot Acanthaceae
- Cymbopetalum baillonii R.E.Fr. Annonaceae
- Helianthus baillonianus M.Gómez Asteraceae
- Cuphea baillonis Koehne Lythraceae
- Michelia baillonii Finet & Gagnep. Magnoliaceae
- Baillonacanthus Kuntze Acanthaceae
- Baillonodendron Heim Dipterocarpaceae
- Baillonella Pierre Sapotaceae
- Baillonia Bocq. Verbenaceae

- Bibsys: 1065598
- Bibliothèque nationale de France: cb123008721 (data)
- Author citation (botany): Baill.
- Catàleg d'autoritats de noms i títols de Catalunya: 981058527931206706
- CiNii: DA02049088
- Stuttgart Database of Scientific Illustrators 1450–1950: 2930
- Gemeinsame Normdatei: 116040467
- International Standard Name Identifier: 0000 0001 2126 760X
- Library of Congress Control Number: n88611122
- Base Léonore: LH//93/6
- Nationale Bibliotheek van Tsjechië: uk2009534372
- Nationale Bibliotheek van Israël: 987007278596705171
- Nederlandse Thesaurus van Auteursnamen: 183126181
- Réseau des bibliothèques de Suisse occidentale: 02-A002961236
- Système universitaire de documentation: 031875602
- Museum of New Zealand Te Papa Tongarewa: 47402
- Virtual International Authority File: 32062833
- WorldCat: E39PBJt8mChd4qd4FxPxGtjpyd